# Poulet frit coréen
Le poulet frit coréen (en anglais : Korean fried chicken), communément appelé chikin (en coréen : 치킨  de l'anglais « chicken ») en Corée, désigne une variété de plats de poulet frit créés en Corée du Sud. Parmi ceux-ci, on trouve l'huraideu-chicken (en coréen : 후라이드 치킨, de l'anglais « fried chicken ») et le poulet yangnyeom (en coréen : 양념 치킨, « assaisonnement »). En Corée du Sud, le poulet frit est consommé en plat principal, en entrée, en anju (plat d'accompagnement destiné à être consommé avec des boissons alcoolisées) ou en collation.
Julia Moskin du New York Times a décrit le poulet frit coréen comme ayant une « croûte fine, craquante et presque transparente ». Le poulet est généralement assaisonné d'épices, de sucre et de sel, avant et après la friture. Les restaurants coréens de poulet frit utilisent généralement des poulets de petite ou moyenne taille car ces poulets plus jeunes donnent une viande plus tendre. Après la friture, le poulet est généralement badigeonné de sauce à la main au pinceau pour l'enrober uniformément d'une fine couche. Des radis marinés et de la bière (ou une boisson gazeuse) sont souvent servis avec le poulet frit coréen.